# Елецкий государственный университет имени И. А. Бунина
Еле́цкий госуда́рственный университе́т имени И. А. Бунина (ЕГУ им. И. А. Бунина) — одно из высших учебных заведений Центральной России. Основан в 1874 году на базе Елецкой  женской  гимназии. Полное наименование: Федеральное государственное бюджетное образовательное учреждение высшего образования «Елецкий государственный университет им. И. А. Бунина».

## История
Университет им. И.А. Бунина ведет свою историю с момента создания  Елецкой  женской  гимназии  Московского  учебного  округа в 1874 году путем реорганизации женской прогимназии. 
В 1918 году на базе Елецкой женской гимназии Московского учебного округа был открыт Народный университет.
В 1919 году Педагогические курсы при 8 Советской школе 2 ступени, которые в июле 1922 г. реорганизованы в Елецкий педагогический техникум. 
В июне 1937 г.  техникум  реорганизован в Елецкое педагогическое училище, которое постановлением Совета Народных Комиссаров РСФСР от 27 июня 1939 г. № 318 реорганизовано в Елецкий учительский институт. 
В 1953 г. постановлением Совета Министров СССР от 1 августа 1952 г. № 3692 последний реорганизован в Елецкий педагогический институт
С 1959 года открывались новые факультеты.
- 1959 год — факультет педагогики и методики начального образования;
- 1963 год — факультет иностранных языков;
- 1979 год — факультет педагогики и психологии (дошкольной);
- 1994 год — юридический факультет;
- 1995 год — экономический факультет;
- 1996 год — исторический факультет;
- 1996 год — музыкально-педагогический факультет;
- 1998 год — инженерно-физический;
- 2000 год — факультет иностранных языков;
- 2001 год — спортивный факультет;
- 2001 год — факультет социально-культурно сервиса и туризма;
- 2003 год — факультет дизайна;
- 2002 год — сельскохозяйственный факультет;
- 2007 год — факультет журналистики (с 2003 по 2007 год существовало отделение журналистики на филологическом факультете);
- 2010 год — механико-технологический факультет.

В 1993 году в институте была открыта аспирантура, в 1994 году — диссертационный совет.
Приказом Министерства образования Российской Федерации от 10.11.2000 года № 3226 Елецкий государственный педагогический институт переименован в Елецкий государственный университет им. И.А. Бунина, который 09.10.2002 внесен в Единый государственный реестр юридических лиц как Государственное образовательное учреждение высшего профессионального образования «Елецкий государственный университет им. И. А. Бунина».
Приказом Министерства образования и науки Российской Федерации № 1721 от 23.05.2011 года переименован в федеральное государственное бюджетное образовательное учреждение высшего профессионального образования «Елецкий государственный университет им. И. А. Бунина».
Приказом Министерства образования и науки Российской Федерации № 1417 от 03.12.2015 года переименован в федеральное государственное бюджетное образовательное учреждение высшего образования «Елецкий государственный университет им. И. А. Бунина».

## Структура университета
В структуру университета до 2014 года входили: 17 факультетов, более 40 кафедр, научные лаборатории, аспирантура, докторантура, диссертационные советы по защите докторских и кандидатских диссертаций, центр свободного программного обеспечения, вычислительный центр, центр электронной информации, туристско-информационный центр, студенческое конструкторское бюро, физкультурно-оздоровительный комплекс, студенческая учебно-спортивная база, санаторий-профилакторий, учебно-опытное хозяйство «Солидарность», бизнес-инкубатор «Оазис», библиотека и читальные залы, гостиницы и общежития, музейный комплекс.
С 2014 года в структуре университета произошли изменения. В результате слияния факультетов образовались 7 институтов:
- Агропромышленный институт
- Институт истории и культуры
- Институт математики, естествознания и техники
- Институт права и экономики
- Институт психологии и педагогики
- Институт физической культуры, спорта и безопасности жизнедеятельности
- Институт филологии

А также стал функционировать Институт среднего профессионального образования. Внутри каждого института существуют отделения, по структуре соответствующие бывшим факультетам.
В  2021 году на базе университета начал свою работу Медицинский факультет.  
С 2024 года на базе университета начала работу Университетская гимназия.